# Francis van Bossuit
Francis van Bossuit (probablement né en 1635 à Bruxelles et mort le 22 septembre 1692 à Amsterdam) est un sculpteur flamand. Il a sculpté principalement des sculptures en ivoire, mais aussi en bois et en terre cuite.  Son œuvre montre un penchant pour le classicisme qui s'explique probablement par son exposition à l'art italien antique et contemporain pendant son séjour à Rome ainsi que par sa connaissance du classicisme baroque des sculpteurs actifs à Versailles. Dans l'exubérance de certaines de ses œuvres, il reflète également qu'il a été formé dans le cadre de la sculpture baroque flamande.      

## Vie
On a peu d'informations documentaires sur la vie de van Bossuit.  En 1727, Matthys Pool publié à Amsterdam le Cabinet de l'art de sculpture par le fameux sculpteur Francis van Bossuit executé en yvoire ou ebauché en terre (Beeld-snijders kunst-kabinet door den vermaarden beeldsnijder Francis van Bossuit in yvoor gesneeden en geboetseert), une collection de quatre-vingt-dix gravures d'après des sculptures de van Bossuit.  La majorité des gravures ont été réalisées par Matthys Pool d'après des dessins de son beau-père, le peintre Barend Graat.  Le livre contient une biographie de van Bossuit basée sur des informations de Graat qui connaissait van Bossuit depuis son arrivée à Amsterdam. La plupart des informations dont nous disposons sur van Bossuit remontent à cette notice biographique. Il n'est pas certain que ces informations soient toujours correctes.

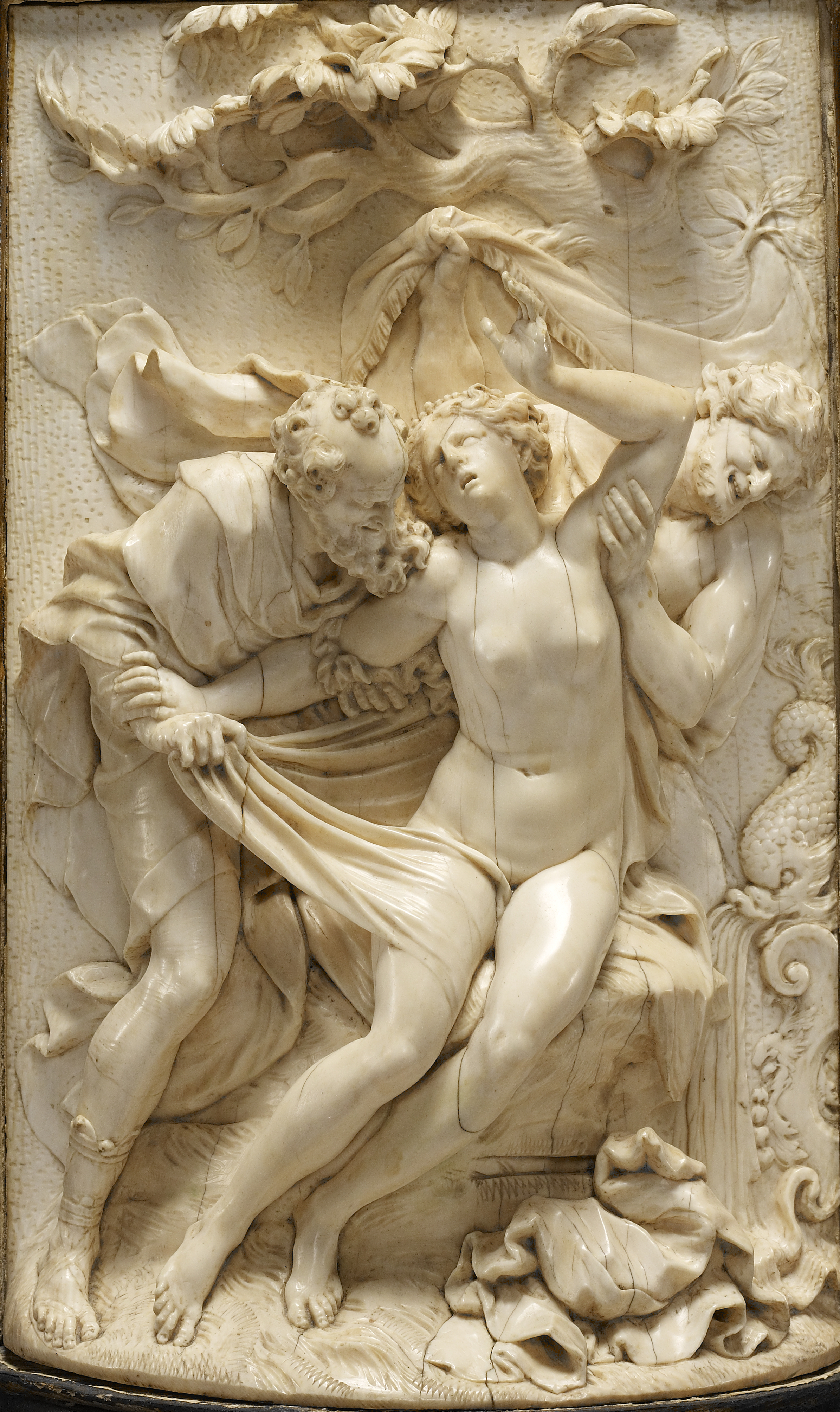
Suzanne et les Vieillards

Van Bossuit est probablement né à Bruxelles en 1635. Aucune preuve n'a été trouvée dans les archives de cette ville. Il est également possible que 1635 ne soit pas l'année de sa naissance mais l'année où il a commencé son apprentissage à Bruxelles. S'il a commencé son apprentissage en 1635, il est probablement né vers 1620.  Selon des sources plus anciennes, il aurait travaillé à Anvers pendant les années 1645-1650.

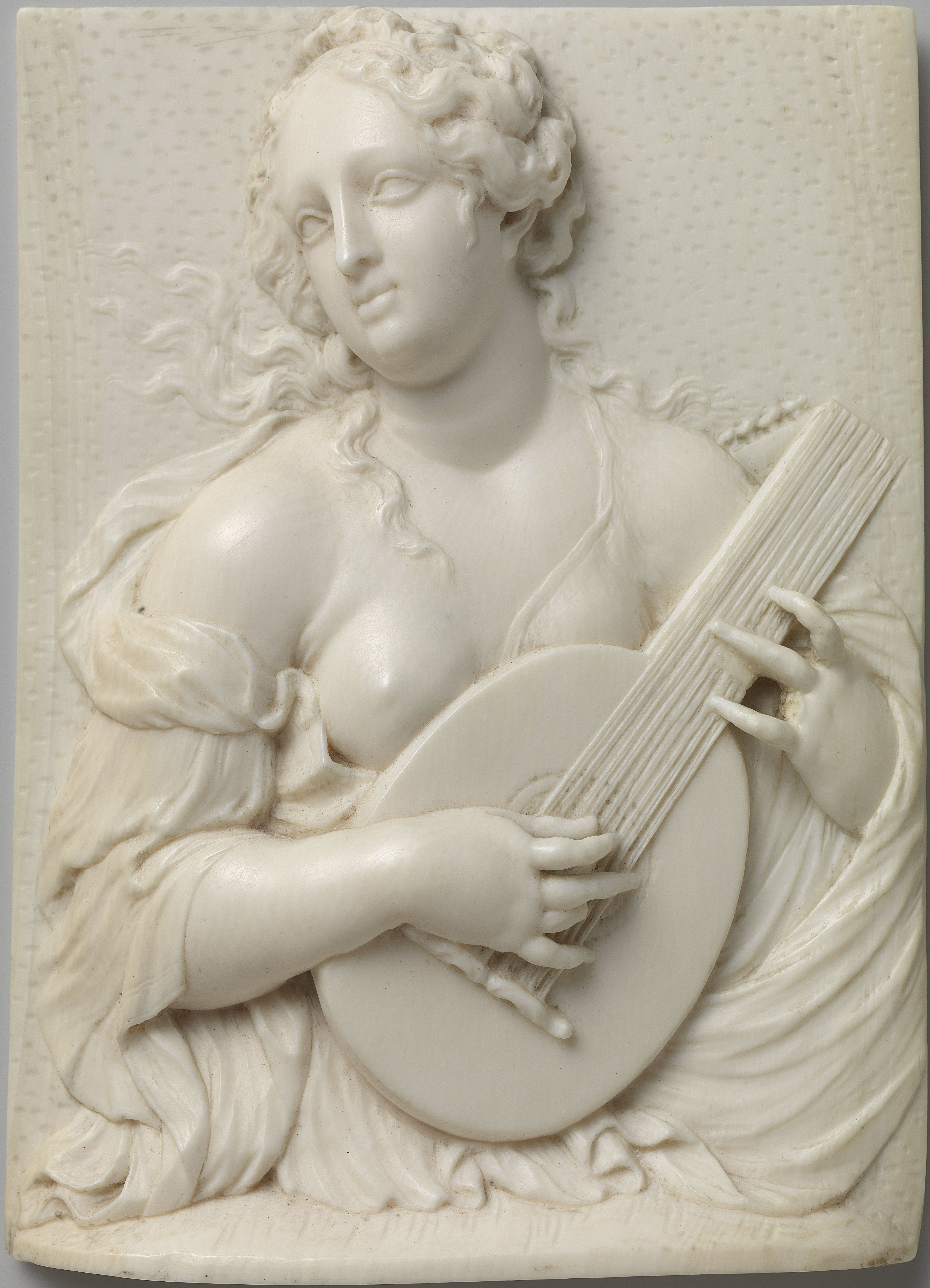
Allégorie de la musique

Il part pour l'Italie probablement dans l'espoir d'être nommé à l'une des cours, où l'on s'intéressait traditionnellement beaucoup aux sculptures en ivoire. Les Médicis à Florence, par exemple, possédaient une vaste collection de sculptures en ivoire.  On suppose que c'est pour cette raison qu'il s'est d'abord rendu à Florence, où il aurait été en contact, probablement au milieu des années 1650, avec le sculpteur allemand Balthasar Permoser à l'Balthasar Permoser à l’Académie de Florence. Il aurait pu travailler à Modène au milieu des années 1650. Cette hypothèse se base probablement sur la présence de deux œuvres anciennes dans la Galleria Estense.
Il aurait résidé à Rome entre environ 1655 et 1680.  On suppose qu'il s'y est associé principalement à des cercles d'étudiants de l'académie florentine. Le Cabinet de l'art de sculpture mentionne qu'à Rome, il devient membre de la société d'artistes des Bentvueghels, une association d'artistes principalement néerlandais et flamands travaillant à Rome. Il était d'usage pour les Bentvueghel d'adopter un surnom attrayant. Van Bossuit aurait adopté le surnom "Waarnemer" (Observateur), parce qu'il "observait les très belles pièces et les faisait siennes". Cependant, ce nom ne figure pas sur les listes de surnoms de Bentveughels actuellement connues.  Pendant sa résidence à Rome il aurait réalisé de nombreuses copies de statues antiques.
Vers 1680 quitte Rome et voyage en compagnie du peintre néerlandais Bonaventura van Overbeke. Il s’établit à Amsterdam où il semble avoir été en contact avec le jeune sculpteur Johannes Ebbelaer (c. 1666-1706). Deux catalogues de vente aux enchères mentionnent des sculptures commencées par van Bossuit et achevées par Ebbelaer.  Ses petits reliefs de collection en ivoire étaient très recherchés par les collectionneurs privés de la République néerlandaise. Les collectionneurs néerlandais Petronella de la Court et son mari Adam Oortmans possédaient une dizaine d'autres ivoires de van Bossuit. Oortmans a peut-être même étudié la sculpture sur ivoire sous la direction de van Bossuit.

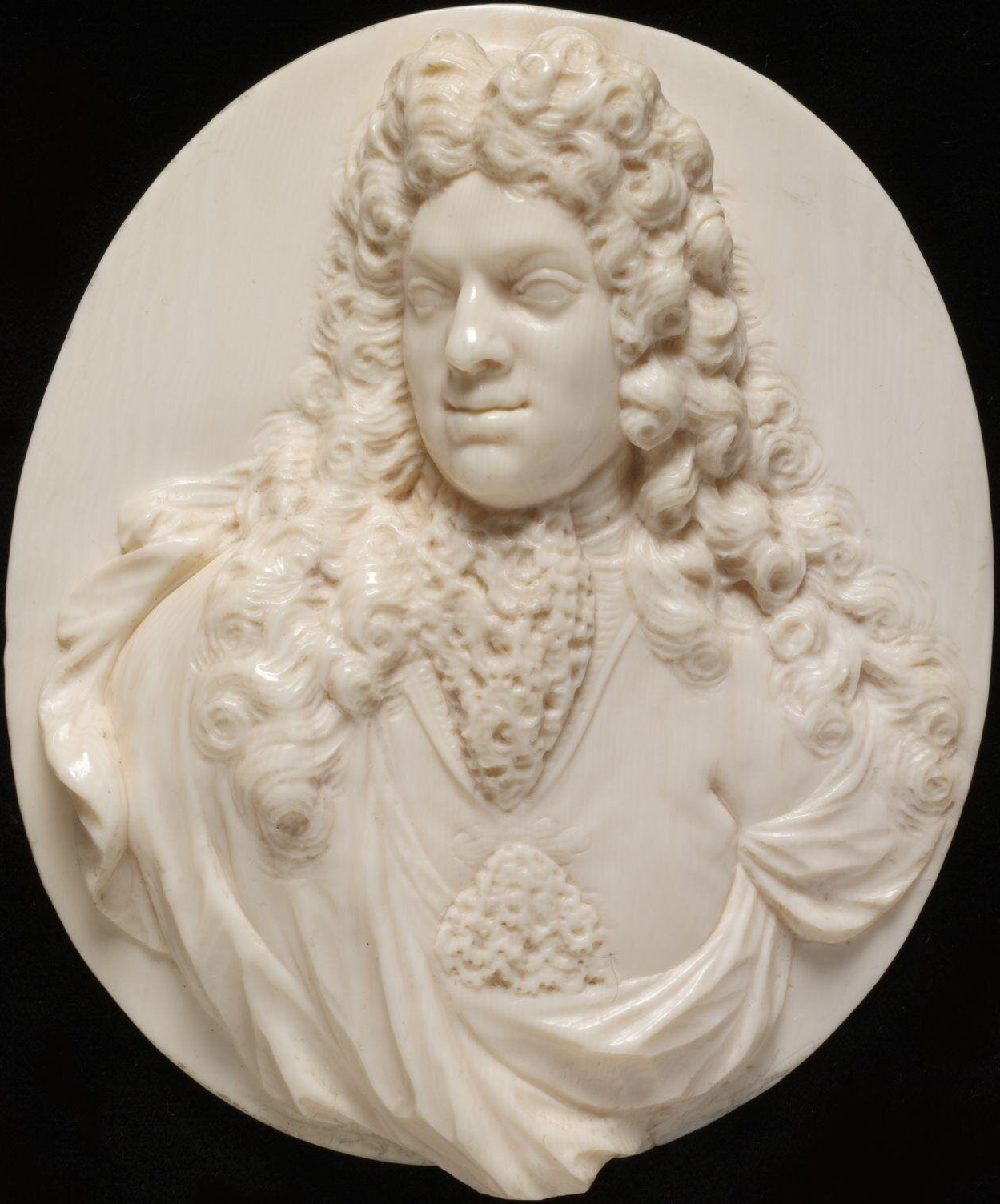
Portrait de Nicolaes Witsen, bourgmestre d'Amsterdam

Van Bossuit semble avoir été en contact avec le jeune sculpteur néerlandais Johannes Ebbelaer, qui laisse dans son testament une "statue de Mars et une statue du Christ, faite par feu M. Francis et une statuette sculptée d'Atlas. Deux catalogues de vente aux enchères mentionnent des sculptures commencées par van Bossuit et complétées par Ebbelaer.
Van Bossuit reste à Amsterdam jusqu’à sa mort le 22 septembre 1692.

## Œuvre
La majorité de son œuvre est constituée de sculptures en ivoire, principalement des reliefs de petite taille. Il a aussi produit des œuvres en bois et en terre cuite, , dont seuls quelques exemples subsistent. Ses thèmes sont les histoires bibliques, les scènes mythologiques, l'histoire, les allégories et le portrait.

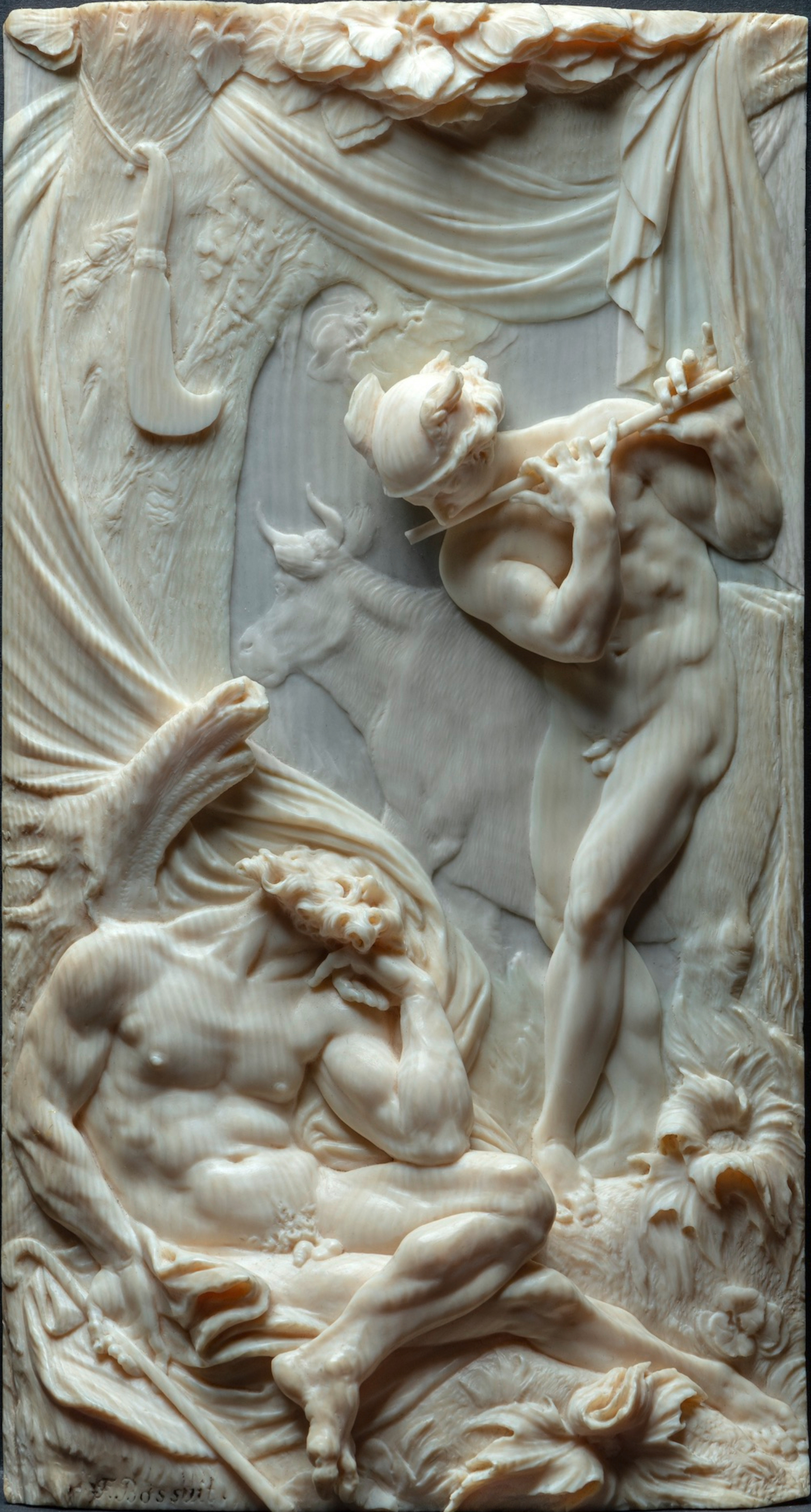
Mercure, Io et Argus

Nourri par son long séjour en Italie, il s'est singularisé par l'infinie « tendresse » qu'il donnait à ses sujets.   Son œuvre montre un penchant pour le classicisme qui s'explique probablement par l'exposition pendant son séjour à Rome à l'art italien antique et des sculpteurs contemporain tels que le flamand François Duquesnoy et les italiens  Le Bernin et Alessandro Algardi.  It avait aussi pris connaissance du classicisme baroque des sculpteurs actifs à Versailles. Dans l'exubérance de certaines de ses œuvres, il reflète également son exposition à la sculpture baroque flamande tel que pratiqué par les sculpteurs flamands Artus Quellinus le Jeune, et Rombout Verhulst qui ont été pendant une longue période actifs à Amsterdam où ils ont réalisé d'importants projets.  Cette exubérance dynamique se voit dans d'œuvres telles que Vénus et Adonis (Rijksmuseum, Amsterdam).
Les sculptures à petite échelle de van Bossuit ont introduit des répliques et des variations de célèbres chefs-d'œuvre de l'Antiquité en Europe du Nord.  Sa Flore et Vénus avec Cupidon par exemple, sont basées sur d'importantes sculptures classiques. Ses premiers reliefs exécutés en Italie, tels que Mercure, Io et Argus (Liebieghaus, Francfort), et son pendentif l'écorchement de Marsyas (Musée des beaux-arts de l'Ontario) ont probablement été créés alors qu'il travaillait à proximité de Balthasar Permoser, qui a créé des œuvres similaires, mais moins finement sculptées, à peu près à la même époque en Italie . Son L'Enlèvement des Sabines (Liebieghaus, Francfort) est inspiré du tableau de Pierre de Cortone sur le même sujet (Musées du Capitole, Rome) tout comme son Jugement de Salomon est inspirée par la fresque de Cortone dans le Palazzo Mattei à Rome.   Ses reliefs ultérieurs, tels que l'Allégorie de la musique (Rijksmuseum, Amsterdam), qui fait partie d'une série comprenant des allégories de la sculpture et de la poésie, sont conçus de manière monumentale et sont marqués par une nouvelle sobriété.

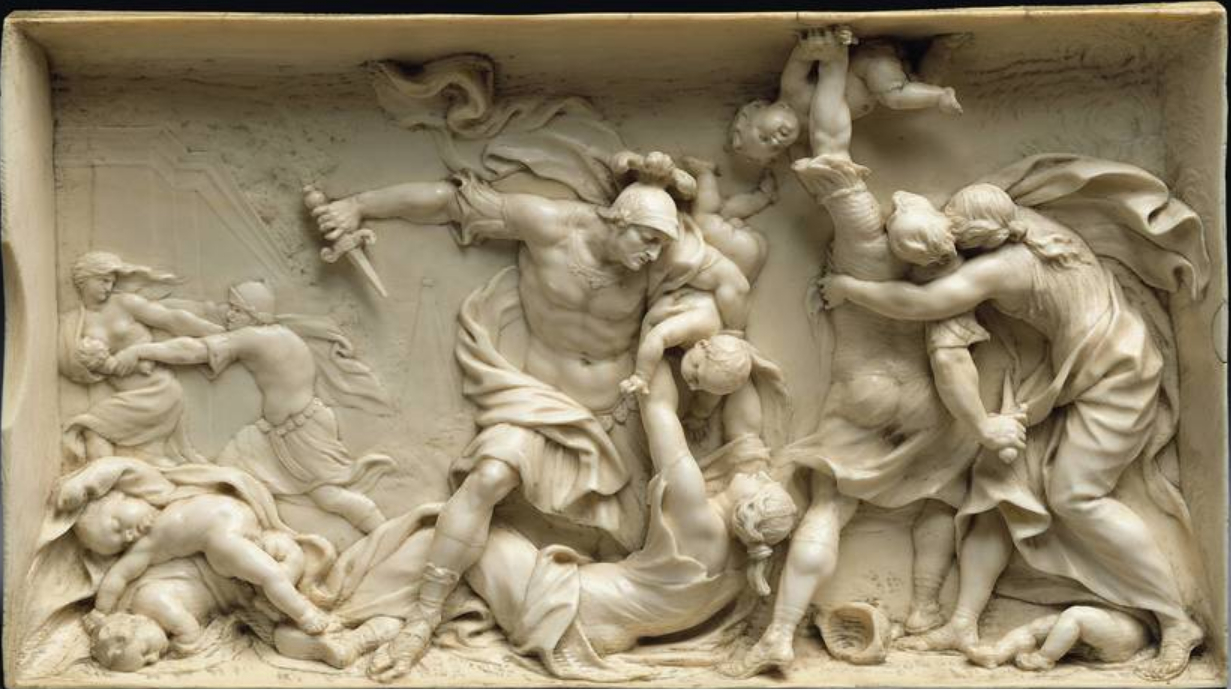
Le massacre des innocents

Ses  œuvres étaient populaires auprès des collectionneurs de sculptures de cabinet classicistes et des artistes, qui copiaient les sculptures et incorporaient des compositions et des motifs dans leurs peintures. Surtout les gravures de ses œuvres, publiées dans le Cabinet de l'art de sculpture par Matthys Pool d'après des dessins de  Barend Graat ont servi de modèles aux artistes jusqu'au XVIIIe siècle.  Graat a probablement commencé à dessiner sur les sculptures de van Bossuit dans les années 1680. Il semble probable qu'il ait été en contact direct avec van Bossuit. Le peintre Nicolaas Verkolje s'est également inspiré des dessins de Graat d'après van Bossuit et a incorporé des motifs de van Bossuit dans quatre tableaux.  Son Enlèvement de Proserpina, par exemple, est basé sur le relief avec L'Enlèvement des Sabines de van Bossuit. Le peintre néerlandais Willem van Mieris (1662-1747) a dérivé les postures et les gestes des figures féminines dans ses peintures des motifs de van Bossuit.

## Œuvres  sélectionnées
- Mars, statuette en ivoire, Rijksmuseum Amsterdam
- Loth et ses filles, bas-relief en ivoire (H. : 14,1 cm, L. : 22,6 cm, P. : 2,8 cm), coll. particulière.
- Loth et ses filles, bas-relief en ivoire (H. 11 cm, L. 21 cm), coll. Rothschild.
- Hagar, son fils Ismaël et l’Ange, bas-relief en ivoire, (H. 13,5 cm, L. 22,5 cm), coll. particulière.

## Livres
- Notices d'autorité :   - VIAF
  - ISNI
  - BnF (données)
  - LCCN
  - GND
  - Pays-Bas
  - Vatican
  - WorldCat
- Ressources relatives aux beaux-arts :   - Art UK
  - Bénézit
  - British Museum
  - ECARTICO
  - Grove Art Online
  - Musée national du Victoria
  - National Gallery of Art
  - RKDartists
  - Union List of Artist Names